# Hinvi
Hinvi est un arrondissement de la commune d'Allada localisé dans le département de l'Atlantique dans le Sud du Bénin,.

## Géographie

### Localisation
Hinvi est situé dans la commune d'Allada.

### Administration
Hinvi fait partie des 12 arrondissements que compte la commune d'Allada. Il est composé de 05 villages et quartiers de ville sur les 112 que totalise la commune. Il s'agit de :
1. Aligoudo
2. Dovo
3. Tanga
4. Tanga-Tôdo
5. Zoungbomey[4]

## Toponymie

### Histoire
L'arrondissement d'Hinvi est une subdivision administrative béninoise. Il devient officiellement un arrondissement de la commune d'Allada le 27 mai 2013 après la délibération et adoption par l'Assemblée nationale du Bénin en sa séance du 15 février 2013 de la loi n° 2013-O5 du 15/02/2013 portant création, organisation, attributions et fonctionnement des unités administratives locales en République du Bénin.

## Population et société

### Démographie
Selon le recensement général de la population et de l'habitation(RGPH4) de l'institut national de la statistique et de l'analyse économique(INSAE) au Bénin en 2013, la population d'Hinvi compte 1253 ménages pour 5160 habitants.
| Indicateur           | 2013 |
| -------------------- | ---- |
| Nombre de ménages    | 1253 |
| Population féminine  | 2683 |
| Population masculine | 2477 |
| Population totale    | 5160 |

Les ethnies majoritaires sont les Aïzo et les Fon.